# 賴氏玉軫
賴氏玉軫（越南语：／；？—？），越南鄭阮紛爭時期鄭主鄭檢的正妃。
賴氏玉軫是乂安處石河縣隆河社（今属河静省石河县）人，為鄭檢生下長子俊德侯鄭檜，後來鄭檜投降莫朝，賴氏玉軫隨兒子前往莫朝。光興七年（1584年），鄭檜在莫朝去世，赖氏玉轸隨棺柩返回後黎朝，某年八月二十日去世，諡慈福，葬於本貫。